# You Should Be Here
You Should Be Here è il secondo mixtape della cantante statunitense Kehlani, pubblicato il 28 aprile 2015.

## Tracce
1. Intro – 2:19 (Kehlani Parrish, Guy Parrish)
2. You Should Be Here – 2:37 (Parrish, Alexander Castillo, Jeremy Coleman)
3. How That Taste – 2:32 (Parrish, Jahaan Sweet)
4. Jealous (feat. Lexii Alijai) – 3:38 (Parrish, Alexis Alijai Lynch, Sweet)
5. Niggas – 2:54 (Parrish, Sweet)
6. Wanted – 2:10 (Parrish, Ricky Witherspoon Jr., Coleman, Graham Muron)
7. The Way (feat. Chance the Rapper) – 4:22 (Parrish, Sweet, Chancelor Bennett)
8. Unconditional – 2:36 (Parrish, Taylor Gordon, Geoffrey P. Earley)
9. The Letter – 3:52 (Parrish, Joshua Blaxon)
10. Runnin' (Interlude) – 2:17 (Parrish, Sweet)
11. Be Alright – 2:54 (Parrish, Coleman, Mathieu Jomphe)
12. Down for You (feat. BJ the Chicago Kid) – 3:47 (Parrish, Sweet, Bryan James Sledge)
13. Yet – 2:29 (Parrish,Christopher Featherstone, Justin Featherstone, William Featherstone, Matthew Featherstone)
14. Bright – 4:17 (Parrish, Earley)
15. Alive (feat. Coucheron) – 3:07 (Parrish, Sebastian Kornelius Gautier Teigen)